# Coupe Memorial 1960
Navigation
Édition précédente Édition suivante
La finale de l'édition 1960 de la Coupe Memorial est présentée au Garden City Arena de Saint Catharines ainsi qu'au Maple Leaf Gardens de Toronto en Ontario et est disputé entre le vainqueur du Trophée George T. Richardson, remis à l'équipe championne de l'est du Canada et le vainqueur de la Coupe Abbott remis au champion de l'ouest du pays.

## Équipes participantes
- Les Teepees de Saint Catharines de l'Association de hockey de l'Ontario en tant que champion du Trophée George T. Richardson.
- Les Oil Kings d'Edmonton de la Ligue de hockey centrale de l'Alberta en tant que vainqueur de la Coupe Abbott.

### Résultats
| Match | Vainqueur                   | Résultat | Perdant                     | Lieu                                 |
| ----- | --------------------------- | -------- | --------------------------- | ------------------------------------ |
| 1     | Oil Kings d'Edmonton        | 5-3      | Teepees de Saint Catharines | Garden City Arena (Saint Catharines) |
| 2     | Teepees de Saint Catharines | 6-2      | Oil Kings d'Edmonton        | Maple Leaf Gardens (Toronto)         |
| 3     | Teepees de Saint Catharines | 9-1      | Oil Kings d'Edmonton        | Maple Leaf Gardens (Toronto)         |
| 4     | Oil Kings d'Edmonton        | 9-7      | Teepees de Saint Catharines | Maple Leaf Gardens (Toronto)         |
| 5     | Teepees de Saint Catharines | 9-6      | Oil Kings d'Edmonton        | Maple Leaf Gardens (Toronto)         |
| 6     | Teepees de Saint Catharines | 7-3      | Oil Kings d'Edmonton        | Maple Leaf Gardens (Toronto)         |

## Effectifs
Voici la liste des joueurs des Teepees de Saint Catharines, équipe championne du tournoi 1960 :
- Entraîneur : Max Kaminsky
- Gardiens : Roger Crozier.
- Défenseurs : Larry Burns, Bob Maki, Rich Predovich, Pat Stapleton et Bill Speer.
- Attaquants : Pete Berge, John Brenneman, Ben Greco, Ray Cullen, Don Grosso, Vic Hadfield, Murray Hall, Duke Harris, Bill Ives, Carlo Longarini, Chico Maki, Terry McGuire, Pete Riddle et Doug Robinson.